# Viktorivka, Popasna
Viktorivka (în ucraineană Вікторівка) este un sat în așezarea urbană Komîșuvaha din raionul Popasna, regiunea Luhansk, Ucraina.

## Demografie
Componența lingvistică a localității Viktorivka
     Ucraineană (88,65%)
     Rusă (10,81%)
Conform recensământului din 2001, majoritatea populației localității Viktorivka era vorbitoare de ucraineană (88,65%), existând în minoritate și vorbitori de rusă (10,81%).